# Julius Pacius de Beriga

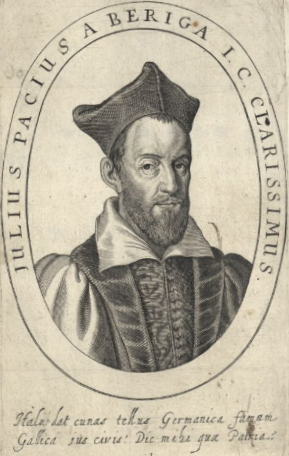
Julius Pacius de Beriga, zeitgenössischer Kupferstich aus dem Album Morsianum

Julius Pacius de Beriga (* 1550 in Vicenza; † 1635 in Valence) war ein italienischer Rechtsgelehrter.

## Leben
Julius Pacius studierte die Rechte zu Padua, verließ aber sein Vaterland wegen seiner protestantischen Religionszugehörigkeit und ging nach Genf, wo er ab 1575 die Rechte lehrte. Später lehrte er Philosophie und Jurisprudenz in Ungarn. 1585 war er Professor in Heidelberg, 1595 Professor der Logik an der neuen Akademie Sedan. Nach weiteren Stellen in Nîmes und Montpellier ging er 1618 nach Padua. Da er seine Familie in Valence zurückgelassen hatte, kehrte er dorthin zurück, wo er zunächst weiter an der Universität lehrte. 
In Valence lebte Pacius bis zu seinem Tode. Er verehrte den Experten für Römisches Recht Jacques Cujas und pflegte Kontakte zu dem deutschen Juristen Caspar Michael Welsch. Er war in ganz Europa berühmt. Rufe erreichten ihn von Universitäten in Holland, Frankreich und Italien. In Frankreich wurde erheblicher Druck auf ihn ausgeübt, den protestantischen Glauben abzulegen. Diesem Druck (siehe Ludwig XIII. und der Kampf unter Charles Luynes gegen die Hugenotten in Südfrankreich) gab er schließlich 1619 nach.

## Leistungen
Pacius hat die wichtigsten antiken und mittelalterlichen Gesetzeswerke bearbeitet. In seinem Werk Aristotelis Organum hat er anschauliche Verdeutlichungen zur Logik des Aristoteles vermittelt.

## Werke

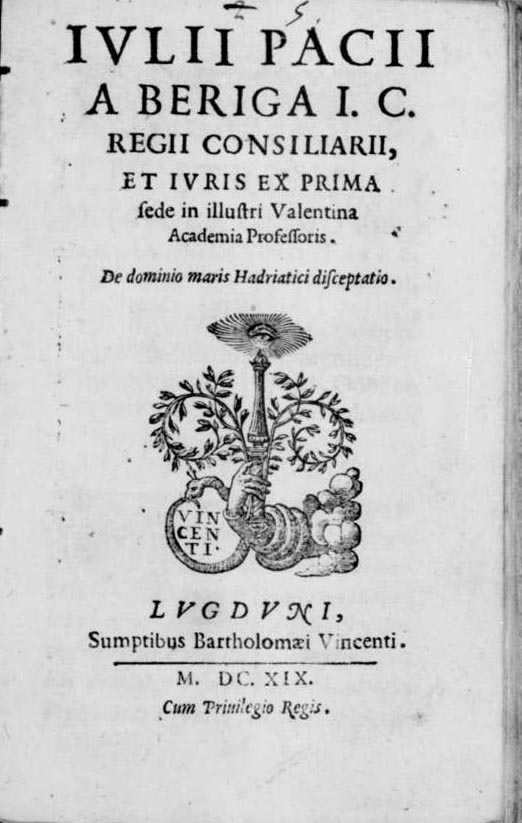
De dominio maris Hadriatici, 1619

Die zahlreichen Werke von Pacius finden sich bei Christian Gottlieb Jöcher III,1170-71.
- Imp. Caes. Iustiniani Institutionum libri IV, Adnotationibus ac notis doctiss. scriptorum illustrati & adaucti. Quibus adiunximus appendicis loco, leges XII tab. explicatas. Vlpiani tit. XXIX adnotatos. Caii libros II Institut. Studio & opera Ioannis Crispini At. In ac postrema editione accesserunt; Iul. Pacio I.C. auctore, Ginevra: apud Eustathium Vignon, 1578.
- Ἐναντιόφαν. seu Legum conciliatarum centuriae III, Spirae: typis Bernardi Albini, 1586.
- Aristotelous Organon. Aristotelis Stagiritae peripateticorum principis Organum, graece et latine, rec. Julius Pacius, edit. sec., Frankfurt 1592
- De rebus creditis, seu De obligationibus qua re contrahuntur, et earum accessionibus, ad quartum librum Iustinianei Codicis, Commentarius; accesserunt tres indices, Spirae Nemetum: apud Bernardinum Albinum, 1596.
- Tractatus de contractibus et rebus creditis, seu de obligationibus quae re contrahuntur et earum accessionibus, ad quartum librum Iustinianei Codicis, doctissimi cuiusdam I.C. commentarius. Accesserunt tres indices, vnus titulorum, eo quo explicantur ordine descriptorum, alter eorundem titulorum ordine alphabetico, tertius rerum & verborum in toto opere memorabilium, Parisiis: apud Franciscum Lepreus, 1598.
- Isagogica in Institutiones imperiales. Band 1. Barthélemy Vincent, Lyon 1616 (Latein, beic.it).
- Oeconomia iuris utriusque, tam civilis quam canonici. Band 2. Barthélemy Vincent, Lyon 1616 (Latein, beic.it).
- Methodicorum ad iustinianeum Codicem libri. Band 3. Barthélemy Vincent, Lyon 1616 (Latein, beic.it).
- Analysis Codicis. Band 4. Barthélemy Vincent, Lyon 1616 (Latein, beic.it).
- Artis Lullianae emendatae libri IV Quibus docetur methodus, ad inueniendum sermonem de quacumque re, Valentiae: apud Petrum Pinellum, 1618.
- De dominio maris Hadriatici. Barthélemy Vincent, Lyon 1619 (Latein, beic.it).